# Segno di Mc Ewan
Il segno di Mc Ewan, o di McEwan, è un segno clinico suggestivo di coma etilico: le pupille si contraggono, ma una stimolazione dolorosa (ad esempio pizzicando o schiaffeggiando) provoca la midriasi dilatazione della pupilla, seguita da una costrizione lenta.